# الحزب التقدمي الأردني
الحزب التقدمي الأردني (بالإنجليزية: Jordanian Progressive Party)‏ هو حزب سياسي أردني بحيث نشأ من الانقسام في حزب الشعب الديمقراطي الأردني، بالتوازي مع الانقسام في الجبهة الديمقراطية لتحرير فلسطين حول اتفاقيات أوسلو. انحاز مؤسسو الحزب التقدمي الأردني إلى ياسر عبد ربه في الانقسام. تم تسجيل الحزب لدى السلطات الأردنية عام 1993. الأمين العام لهذا الحزب كان فواز محمود مفلح الزعبي ونائل عمران بركات كان نائب الأمين العام.